# Шупљи камен (археолошко налазиште)
Шупљи камен је црквиште и заштићено археолошко налазиште код Прешева. Налази се на стрмом брегу Курбалијске реке на југу Србије. У малој пећини налазе се остаци фресака у којој су људи улазили, вршили молитве и палили свеће.